# Brochiloricaria chauliodon
Brochiloricaria chauliodon es una especie de peces de la familia Loricariidae en el orden de los Siluriformes.

## Morfología
• Los machos pueden llegar alcanzar los 28,2 cm de longitud total.

## Hábitat
Es un pez de agua dulce y de clima templado.

## Distribución geográfica
Se encuentran en Sudamérica:  cuenca del Río de la Plata.